# Garrett Lewis
Garrett Lewis (* 2. April 1935 in St. Louis, Missouri; † 29. Januar 2013 in Los Angeles, Kalifornien) war ein US-amerikanischer Schauspieler, Artdirector und Szenenbildner, der viermal für den Oscar für das beste Szenenbild sowie einmal für einen Emmy nominiert war.

## Leben
Lewis begann Anfang der 1960er Jahre zunächst als Schauspieler zu arbeiten und hatte einige Rollen in  Filmen und Fernsehserien, ehe er 1978 seine Tätigkeit als Szenenbildner begann und seither an der Erstellung von knapp 40 Filmen mitwirkte.
Bei der Oscarverleihung 1989 wurde er erstmals für einen Oscar für das beste Szenenbild nominiert und zwar mit Albert Brenner für Freundinnen (1988). Weitere Nominierungen für den Oscar in dieser Kategorie folgten 1990 mit Norman Garwood für Glory, 1992 mit Garwood für Hook (1991) sowie zuletzt 1993 mit Thomas E. Sanders für Bram Stoker’s Dracula (1992).
Darüber hinaus war er 2000 für einen Emmy für herausragende Artdirection mit Charles Wood und Marc Zuelzke in Geppetto, der Spielzeugmacher (2000) nominiert, einer Produktion für den Fernsehsender ABC.

## Filmografie (Auswahl)

### Schauspieler
- 1961: Shirley Temple’s Storybook (Fernsehserie)
- 1968: Star!
- 1972: Of Thee I Sing (Fernsehfilm)
- 1990: Hey Dude (Fernsehserie)

### Szenenbildner
- 1978: The Star Wars Holiday Special (Fernsehfilm)
- 1985: Die Sieger – American Flyers
- 1988: Freundinnen
- 1990: Misery
- 1993: Mrs. Doubtfire – Das stachelige Kindermädchen
- 1996: Hilfe, ich komm’ in den Himmel
- 2001: Bubble Boy
- 2007: Georgias Gesetz